# Dielocroce maxima
Dielocroce maxima is een insect uit de familie van de Nemopteridae, die tot de orde netvleugeligen (Neuroptera) behoort. 
Dielocroce maxima is voor het eerst wetenschappelijk beschreven door Hölzel in 1975.